# De Stradivarius
De Stradivarius is een Nederlandse stomme film uit 1914 van Maurits Binger. Het is gebaseerd op een verhaal van violist Boris Lensky, die zelf ook de hoofdrol in de film vervult. De film is ook bekend onder de titel Zijn viool.
Tijdens de première in Cinema Palace te Amsterdam zorgde Boris Lensky en een orkest voor de achtergrondmuziek. In andere filmhuizen werd gebruikgemaakt van een grammofoonplaat tijdens de voorstelling. Waarschijnlijk uitgebracht in twee kopieën, waarna tijdens de oorlog verloren geraakt. De film is tot op de dag van vandaag nog steeds vermist.

## Plot
Boris wint een violistenconcours, de bewonderaar gravin Montjoie doet hem een geërfde Stradivarius schenken, op voorwaarde dat hij regelmatig bij haar komt spelen, de gravin heeft daarbij niet lang meer te leven. Tijdens een van die speelavonden ontmoet hij Elsa, de dochter van de klusjesman van de gravin. Ze worden verliefd.
Op een dag laat hij zijn moeder op de viool passen maar als er brand uitbreekt moet Boris tot het uiterste gaan om de viool van de gravin te redden. Gelukkig weet hij de viool nog net uit de woedende brand te halen en kan hij nog bij het sterfbed van de gravin een afscheidsserenade brengen.

## Cast
| Acteur                  | Personage          |
| ----------------------- | ------------------ |
| Boris Lensky            | Violist            |
| Margot Laurentius-Jonas | Moeder             |
| Mientje Kling           | Elsa               |
| Eugenie Krix            | Gravin de Montjoie |
| Jan Holtrop             | Houtvester         |